# Leptopilina fimbriata
Leptopilina fimbriata är en stekelart som först beskrevs av Jean-Jacques Kieffer 1901.  Leptopilina fimbriata ingår i släktet Leptopilina, och familjen glattsteklar. Arten är reproducerande i Sverige.